# Batheuchaeta heptneri
Batheuchaeta heptneri är en kräftdjursart som beskrevs av Markhaseva 1981. Batheuchaeta heptneri ingår i släktet Batheuchaeta och familjen Aetideidae. Inga underarter finns listade i Catalogue of Life.